# Giải bóng đá hạng nhất quốc gia 2019 (kết quả chi tiết)
Đây là lịch và kết quả chi tiết Giải bóng đá hạng nhất quốc gia 2019 của 12 câu lạc bộ tham dự:

## Vòng 1
- Trang phục:Đỏ-Trắng-Đỏ/TM: Xanh v Bình Phước
- Trang phục:Xanh-Xanh-Xanh/TM: Đen

| 5 tháng 4 năm 2019 | Phố Hiến - Trang phục:Đỏ-Trắng-Đỏ/TM: Xanh                         | 1–0      | Bình Phước - Trang phục:Xanh-Xanh-Xanh/TM: Đen      | Văn Giang, Hưng Yên                                                  |  |
| 17:00              | Nguyễn Thành Lộc 15' · Phạm Đức Thông 43' · Huỳnh Tiến Đạt 79' 80' | Chi tiết | Điểu Giang 57' · Đào Tấn Lộc 65' · Huỳnh Văn Ly 89' | Sân vận động: PVF Lượng khán giả: 1,500 Trọng tài: Nguyễn Ngọc Khánh |  |

| 6 tháng 4 năm 2019 | Bình Định TMS                                  | 2–2      | Đồng Tháp                                                | Quy Nhơn, Bình Định                                                  |  |
| 16:00              | Lê Anh Thuận 17' · Nguyễn Cảnh Anh 52' (ph.đ.) | Chi tiết | Nguyễn Thiện Chí 20' (ph.đ.) · Trương Huỳnh Anh Khoa 54' | Sân vận động: Quy Nhơn Lượng khán giả: 2,500 Trọng tài: Ngô Đức Việt |  |